# Louis du Couret
Louis du Couret (* 1812 in Hüningen; † 1. April 1867 in Kairo), genannt Abd ul-Hamid Bei, war ein französischer Abenteurer. In neuerer Zeit werden nicht nur seine Reiseerlebnisse, sondern seine ganze Existenz angezweifelt, obwohl seine Werke und eine Biographie in Bibliothekskatalogen verzeichnet sind.
Couret bereiste ab 1834 die Länder des Nil und kam auch nach Abessinien. Er kehrte entlang der Westküste des Roten Meeres nach Ägypten zurück, konvertierte zum Islam, pilgerte nach Mekka und durchzog dann Arabien und Persien. Dort wurde er nach eigenen Angaben in den Kerker geworfen, konnte sich jedoch durch Bestechung eines Wärters befreien.
1847 kehrte er nach Frankreich zurück. Er verfasste Berichte über seine Reisen, deren Zuverlässigkeit angezweifelt wurde, insbesondere durch Heinrich Kiepert. So soll er aus Drummond Hays "Marocco - its wild tribes and savage animals" abgeschrieben und dessen Erlebnisse in Marokko als seine eigenen in Arabien ausgegeben haben.
Später ging er erneut nach Ägypten und starb dort am 1. April 1867.

## Veröffentlichungen
- Les mystères du désert. (1859)
- L'Arabie heureuse. In: Alexandre Dumas (Hg.): Impressions de voyage. (1860)[2]